# かまいたちの夜 輪廻彩声
『かまいたちの夜 輪廻彩声』（かまいたちのよる りんねさいせい）は、5pb.より2017年2月16日に発売されたPlayStation Vita用ゲームソフト。
2018年2月23日にWindows PC版が発売。2018年11月30日にはDMM.comのDMM GAME PLAYER専用版も配信開始。

## 概要
1994年にスーパーファミコン用ソフトとして発売されたチュンソフト（現：スパイク・チュンソフト）のサウンドノベル『かまいたちの夜』を5pb.がリメイクした作品。雪山のペンションを舞台に起こる殺人事件を描いた「ミステリー編」を基本に、選択肢を選ぶことで様々な物語が展開する。
原作の内容については『かまいたちの夜』を参照。本項ではリメイクで追加・変更された要素を主に解説する。

### 追加シナリオ
- 『悪霊編』→『オカルト編』。
- 『不思議のペンション編』→『迷宮編』。
- 『悪霊編』→『オカルト編』。
- 『ミステリー編』の犠牲者2人解決エンディング「終」、スタッフロール有り（SFC版仕様）。
- 『ちょっとエッチなかまいたちの夜』キャラクターグラフィック無し、新声優で再収録。
- 『かまいたちの夜 A Novel』追加。[3]。
- 『辺獄の真理編』追加（竜騎士07担当）[4]。

### 追加要素
- 声優追加。
- オープニングテーマ曲＆オープニングムービー追加（Vita版とWindows版と別々）。
- 犯人指名時、『ジェニー（猫）』対応追加。
- 『CG』『音楽』『選択肢』『シナリオの収集率』『読了率』などの記録機能。
- Vita版限定、トロフィー対応。
- Windows版限定、漢字入力対応。

### 変更点
- 主人公名＆ヒロイン名　-　『透／真理』に固定された。
- キャラクターグラフィック『シルエット』→『イラスト』。

## 声優
- 透：逢坂良太
- 小林真理：明坂聡美
- 小林二郎：松田健一郎
- 小林今日子：力丸乃りこ
- 香山誠一：上田燿司
- 香山春子：浅川悠
- 久保田俊夫：伊藤健太郎
- 篠崎みどり：仙台エリ
- 渡瀬可奈子：高橋未奈美
- 河村亜希：山本彩乃
- 北野啓子：本多真梨子
- 美樹本洋介：白熊寛嗣
- その他：古川慎、保坂俊行、かわむら拓央、大木加絵

## 音楽
音楽は原作の楽曲がほぼそのまま使用されている。本作新規のオープニングテーマとオープニングムービーが追加されているが、PS Vita版とWindows版でそれぞれ異なる楽曲・ムービーとなっている。
PS Vita版オープニングテーマ
HAKU-GIN
歌 - エラバレシ、作詞・作曲 - 志倉千代丸、編曲 - 水島康貴
Windows版オープニングテーマ
廻雪の詠
歌 - 霜月はるか、作詞・作曲・編曲 - 西坂恭平

## スタッフ
- シナリオ:我孫子武丸
- 追加シナリオ:竜騎士07
- 製作進行:本堂智行
- 企画:玉野順也、エスチュアリウム
- キャラクターデザイン原画:有葉
- ディレクター:新川知
- プログラム:仲山裕昭
- スクリプト:にょ、新川知
- 企画協力:高野正道
- システムグラフィック:ことるり。
- グラフィックチーフ:たけお
- グラフィック:さんぼんづの、みどりざめ、狛、夜桜葉月、YOU、砂丘太、ささくまきょうた、珠梨やすゆき、羽鳥ぴよこ、みわべさくら、たまかけ、星クズの夜、桃飴こもも、Studio Fuji、工画堂スタジオ、清島ゆう子、原田吉郎中井一郎、結月雪夢、熊丸大介、球野貴裕、株式会社アストロビジョン
- 背景:中村歩、Studio Fuji、吉田誠治、絹原千広
- 撮影:Julie Watai（株式会社カフナロック）
- 撮影協力:小田雅之、玉野順也、本堂智行、ペンション&コテージ クヌルプ（長野県白馬村）、白馬五竜観光協会（長野県白馬村）
- タイトルロゴデザイン:ネミ
- 音楽:加藤恒太、中嶋康二郎
- 音楽アレンジ:阿保剛
- 音響監督:吉戸正樹
- 音声収録:鬼沢仁之介
- 音声編集:河野健祐、東郷郁也、山中健司、加峯廣一、一戸良平
- 録音制作進行:工藤由梨
- 音響制作:株式会社ブレイブハーツ
- オープニングムービー:プリズムビジョン株式会社
- 広報/宣伝/営業:高橋徹、森田恭司、朝倉千絵美、西條雅孝
- スペシャルサンクス:榎本覚
- ディレクター/アシスタントプロデューサー:柴田太郎
- プロデューサー:市川和弘、細田邦治、細田貴昭
- ゼネラルプロデューサー:三舛啓
- エグゼクティヴプロデューサー：志倉千代丸
- 監修・開発協力:株式会社スパイク・チュンソフト
- 制作:有限会社レジスタ
- 発売/販売元:株式会社MAGES.

## 反響
本作が初公開されたファミ通.comの記事「【先出し週刊ファミ通】『かまいたちの夜』なのに“影”じゃない！？ 挑戦的な新作『かまいたちの夜 輪廻彩声』を独占スクープ（2016年11月17日発売号）」は同サイトの週刊PVランキングで1位になった。
エグゼクティヴプロデューサーを務める志倉千代丸は、「発売前は賛否両論ありましたが、購入した方からはおおむね好評でした」とコメントしている。